# Ванцлебен
Ванцлебен (нем. Wanzleben) — город в Германии, в земле Саксония-Анхальт. 
Входит в состав района Бёрде. Подчиняется управлению „Бёрде“ Ванцлебен.  Население составляет 5294 человека (на 31 декабря 2006 года). Занимает площадь 44,64 км².
Город подразделяется на 4 городских района.

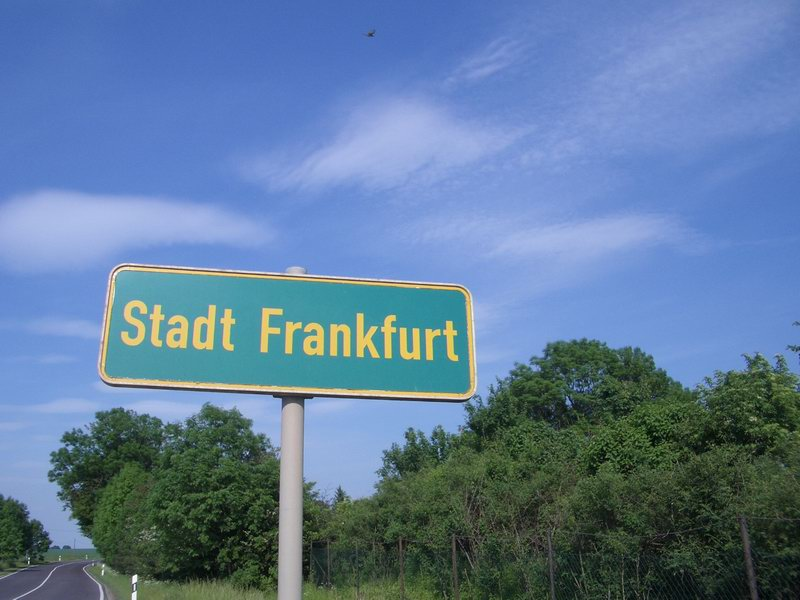
Ванцлебен